# Raúl Gracia Guzmán
Raúl Gracia Guzmán (Monterrey, Nuevo León, 20 de febrero de 1975) es un político mexicano, miembro del Partido Acción Nacional. Ha sido en dos ocasiones diputado federal y en una senador por el estado de Nuevo León.

## Biografía
Raul Gracia es abogado egresado de la Universidad de Monterrey.
Miembro del PAN desde 1995, de 1997 a 2000 fue regidor suplente del ayuntamiento de Monterrey y de 2006 a 2008 fue síndico del ayuntamiento de San Pedro Garza García. Entre varios cargos partidistas, fue secretario general del PAN en Nuevo León de 2003 a 2008. 
En 2000 fue electo diputado federal por el Distrito 7 de Nuevo León a la LVIII Legislatura que culminó en 2003; en ella fue integrante de las comisiones de Medio Ambiente y Recursos Naturales; Relaciones Exteriores; y, Jurisdiccional. De 2008 a 2012 fue consejero de la Judicatura de Nuevo Leon.
En 2012 fue elegido senador por Nuevo León en primera minoría, al no lograr el triunfo sino la segunda posición en el proceso electoral. En las Legislaturas LXII y LXIII fue presidente de las comisiones de Estudios Legislativos, Primera; y, Comunicaciones y Transportes. Secretario de la Comisión Jurisdiccional. Integrante de las comisiones de Justicia; y, Puntos Constitucionales.
Al término en 2018 fue elegido diputado federal por segunda ocasión, esta vez por la vía plurinominal a la LXIV Legislatura en donde es secretario de la comisión Jurisdiccional y de la Sección Instructora y además integrante de las de Medio Ambiente, Sustentabilidad, Cambio Climático y Recursos Naturales; y de Puntos Constitucionales.